# 花影恨
花影恨（1917年11月24日—1939年11月21日），原名朱秀珍，乳名阿妹，籍貫江蘇省蘇州市，香港島石塘嘴妓院裡的粵曲歌伶。

## 履歷[1][2]
- 農曆十月初十出生，生肖屬蛇，家中獨生女。
- 4歲時，父親逝世；母親韓九姑外出為傭工。
- 8歲時，因貧窮輟學。
- 16歲時，因貧窮被迫為娼，在中華民國廣東省廣州市陳塘「換花寨」、「天然寨」為「校書」（妓女）。
- 黎姓官員以1,000元為花影恨贖身金屋藏嬌，但被黎氏髮妻排擠，1939年春季，與母親韓九姑移民香港，居住在香港島塘西山道15號三樓（現在的「業昌大廈」），重操故業賣歌。
- 曾與美麗麗、萬紅女、寶玉及多女等5位石塘嘴歌妓，在1939年1月14日組織第6次「塘西歌姬義唱」為「中國青年救護團」籌款，籌得港幣3,100元[3]。
- 在1939年7月8日晚上，58位妓女在「塘西歌姬七七義唱」裡，個人籌得港幣727元獲得冠軍；亞軍小冰港幣508元；季軍麗蓮港幣216元，全部58位歌姬為中華民國籌得港幣2,039元及國幣5元[4]。
- 1939年7月，厭倦風塵，已停止賣歌，平日喜愛到「金陵舞廳」跳茶舞、觀看電影、粵劇及足球比賽。

## 逝世
- 1939年11月20日（農曆十月初十日）晚上，母親韓九姑與她吃晚膳後，聯袖前往香港島皇后大道西的太平劇院（現在聖類斯中學對面)，欣賞由名伶馬師曾先生領班的太平劇團的粵劇「龍樓鳳閣變勾欄」，散場後，韓九姑與鄰居通宵搓麻將，花影恨召喚傭人阿妹購買豉油雞、白酒及碳酸飲料作宵夜，直至11月21日凌晨1時吃完，回房休息，她想起自己的身世，舉筆寫下遺書，內容表示身為妓女，感懷身世，不免心灰意冷，這次自殺並非為情，亦非為錢。遺書的最後一句為：「生無可戀甘為鬼，花影恨絕筆。」，哀艷動人[5]。花影恨吞食鴉片煙膏自殺，韓九姑在早上7時才回家，發現她已昏迷不醒，急召救護車，送抵瑪麗醫院時已宣告不治，得年22歲[1][2][6]。

- 遺體在1939年11月23日出殯，由佚名商人贊助港幣500元治喪及墓地，棺材購自「天壽長生店」，價值港幣150元，「一代名花」花影恨安葬於香港仔華人永遠墳場[7]。墓碑上刻著：「民國念八年腊月吉立；『朱秀珍姑娘之墓』；母韓氏立。」，中央置有並花影恨的黑白遺照瓷像。

## 紀念歌曲
- 《一代名花花影恨》；撰曲：吳一嘯；演唱：劉伯樂。

## 紀念電影
- 《一代名花花影恨》（1940年） ，編劇：南海十三郎；演出：白燕飾演花影恨，其它演員：張瑛、俞亮、劉桂康、胡藝星（胡戎）、麥炳榮及徐人心。